# 1994年から1995年のMLBストライキ
1994年から1995年のMLBストライキ（1994–95 Major League Baseball strike）とは、1994年8月12日から翌1995年4月2日までの232日間にわたり、メジャーリーグベースボール（MLB）の選手が起こしたプロ野球ストライキである。
プロスポーツ史上最長のストライキとなった。MLBのストライキはこれ以前に4度（1972年・1980年・1981年・1985年）行われている。1994年の8月12日から1995年4月24日までのシーズン公式戦合計938試合は全て中止となり、1994年のワールドシリーズも中止となった。ワールドシリーズの中止は1904年以来90年ぶりで2回目（この時はナショナルリーグ側の対戦拒否により中止）であり、第一次世界大戦と第二次世界大戦中も移動制限や応召を受けながら一度も中止されずに開催されてきた。なお、マイナーリーグベースボール(MiLB)の試合は通常通りに行われた。232日にも及んだストライキの代償は大きく、大規模なファン離れが生じた。

## 背景
MLBに所属する選手の平均年俸は年々増加の一途をたどり、1989年には49万ドル（当時約5880万円）だったのに対し、1994年には倍以上の115万ドル（当時約1億3800万円）へと膨れ上がっていた。その人材費増大は特に小規模市場の球団経営を圧迫し、スター選手が大規模市場球団へフリーエージェント（FA）などで移籍することで、球団間の戦力格差に繋がるデメリットも生じていた。その象徴がピッツバーグ・パイレーツであり、1990年からナショナルリーグ東地区で3連覇を遂げながら、バリー・ボンズらの主力選手が流出し、1993年には5位に転落した。逆にボンズを獲得したサンフランシスコ・ジャイアンツは、サンフランシスコへ移転して以来最高の観客動員数を1993年に記録していた。さらにピーター・ユベロスコミッショナーの時代に締結された高額テレビ契約も1993年に切れ、放映権料の収入が大幅にダウンした。
1993年で労働協約が期限切れになるのに伴い、1994年3月にフロリダ州タンパで労使間の新労働協約交渉が開始された。経営者側は6月14日にサラリーキャップ制度の導入を提案した。これは具体的にチームが選手に支払う収益に占める年俸総額の割合を現行の58%から50%に、また1球団当たりの選手の年俸を28球団の平均額の84%から110%の範囲に抑えるプランである。市場規模が小さい都市を本拠地とする球団の人件費膨張を防ぐのが最大の狙いで、NBAでは10年前の1984年から導入され、そこそこに成功したとの評価を受けていた（NBAサラリーキャップ）。提案では年俸調停が廃止され、FAの取得に要する在籍年数は6年から4年に引き下げられるが、在籍年数6年未満のFA選手には制限が付き、球団は選手を保持することが出来るようになっていた。これに対してMLB選手会の専務理事だったドナルド・フェアはおよそ1ヶ月後の7月18日に、「選手の年俸総額が自動的に決まり、個人の上限も制限される。選手全体で年俸ダウンになる」として提案を拒否した。経営者側も同制度の導入を強硬に主張して選手会側と激しく対立した。
ミルウォーキー・ブルワーズのオーナーであったバド・セリグがコミッショナー代行に就任していたことも経営者側が強気の姿勢を崩さない背景としてあった。セリグ以前の7人のコミッショナーはいずれも労使間の中立にある立場の出身者ばかりだった。話し合いを遅らせることで不利になることを恐れた選手会は、7月28日にストライキ突入の最終期限を8月12日に設定し、経営者側に圧力を掛けた。経営者側はストライキの構えなど怖くないと言わんばかりに8月の選手の年金基金への払い込みを差し控えた。これは「交渉期間中は、団体労働協約が終了した後でさえも、交渉が行き詰まるまで給与と福利厚生に関して現状を維持しなければならない」という全国労働関係法に違反していた。選手会側が訴え、全米労働関係委員会(NLRB)によって「不当労働行為」と認定された。

## ストの経緯
ファンはストライキに反対(スト直前の試合中には「The strike sucks!!」等の横断幕が掲げられた)するも本格的な交渉は行われず、宣言通りに8月12日からストに突入した。9月14日にはついに、コミッショナー代行のセリグが1994年の公式戦の残り試合全てとプレイオフ（ディビジョンシリーズとリーグチャンピオンシップシリーズ）、1994年のワールドシリーズも中止する声明を発表した。
当時のアメリカ合衆国大統領だったビル・クリントンは10月14日に元労働長官のウィリアム・ユザリーを政府調停人に任命して解決に当たらせた。ユザリーは鋭く対立する労使双方に手を焼き、12月14日には協議が決裂した。23日に経営者側は交渉が行き詰まったと宣言し、一方的にサラリーキャップ制度を導入した。27日に選手会側は雇用条件に違反する一方的変更に当たるとして、再びNLRBに訴えた。
1995年1月26日に大統領のクリントンは「ベーブ・ルースの生誕100周年に当たる2月6日にストライキ続行中というのは耐えられない。その日までに解決するように」との声明を発表した。2月7日にはプロスポーツ史上初めて大統領がホワイトハウスに労使双方を呼びつけ、自ら和解の調停に乗り出す異例の事態となった。大統領の提案は人望の厚い中立の立場の人物に新契約での姿勢を示し、その人物に新労働協約の条件をどのようにするか決定させるというものだったが、経営者側がこれを拒否したために調停は失敗に終わった。翌8日に、選手会側は経営者側が最近に行ったばかりの労働協約の条件の一方的変更（年俸調停の廃止、共同謀議禁止条項の削除）が「不当労働行為」に当たるとしてNLRBに新たに訴えた。
経営者側は長引くストへの対抗措置として、MiLB所属選手や元MLB選手たちを集めてスプリングトレーニングやオープン戦の開催を強行し、代替選手による1995年シーズンの開幕を目論んだ。3月14日、選手会側は代替選手がシーズンの公式戦で使用された場合はストを中止するための交渉に一切応じないと表明した。しかし、経営者側も必ずしも足並みが揃っていたわけではなく、以前に労働組合の弁護士を務めていたボルチモア・オリオールズのオーナーであるピーター・アンジェロスは、カル・リプケン・ジュニアの連続試合出場記録を守るために代替選手の使用案に猛反対し、代替選手を使用しない方針を表明した。3月20日にオリオールズはシーズン前のスケジュールを全てキャンセルした。21日にボルチモア市議会はオリオール・パーク・アット・カムデン・ヤーズで代替選手によって試合が行われた場合にMLB機構に1試合1000ドルの罰金を科す法案を成立させた。デトロイト・タイガースの監督であるスパーキー・アンダーソンは代替選手の指揮を拒否し、直後に休職に置かれた。
申し立ての準備を終えたNLRBは、3月27日に交渉の状態を2月の経営者側が労働協約の条件の一方的な変更を加える前に戻させるために、ニューヨーク連邦地方裁判所へ差し止めを申請した。31日に判事のソニア・ソトマイヨールが旧労働協約を復活させる差し止め命令を発行。双方に交渉の席に戻り、誠意を持って交渉するように命じた。4月2日に選手会側が経営者側に試合開始を申し出てストを解除すると、経営者側もそれを受諾した。

## スト決行の影響

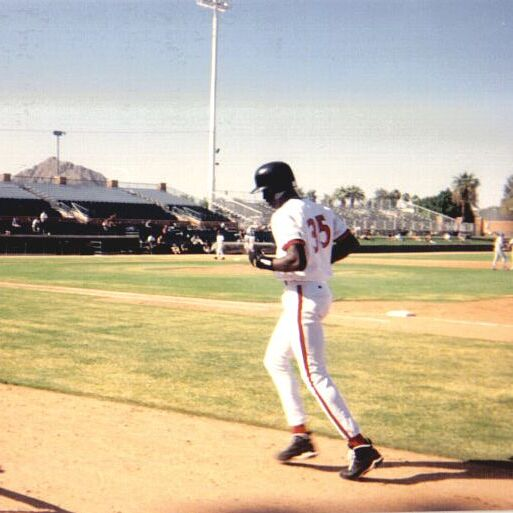
アリゾナ・フォールリーグでプレーするマイケル・ジョーダン

モントリオール・エクスポズは74勝40敗の球団史上最も高い勝率を記録してナショナルリーグ東地区を2位に6.0ゲーム差の首位で独走していたものの、シーズン公式戦の残り試合とポストシーズンの試合の中止が決定してその夢を絶たれた。その結果、同チームのワールドシリーズ初出場は本拠地をワシントンD.C.に移転して、チーム名がナショナルズとなってからの2019年になってからであった。これは、1969年のチーム創立から51年目の事である。ニューヨーク・ヤンキースも70勝43敗を記録してアメリカンリーグ東地区を2位に6.5ゲーム差の首位で独走しており、1981年を最後に一度も出場していなかったワールドシリーズへの進出を狙っていた。
シカゴ・ホワイトソックスのフランク・トーマスはストに突入するまでに113試合出場で打率.353・38本塁打の成績を残し、前年に続いて2年連続でアメリカンリーグのMVPを受賞した（アリーグでは1960年・1961年のロジャー・マリス以来33年ぶり）。ヒューストン・アストロズのジェフ・バグウェルはストに突入する2日前に左手に死球を受けて骨折したが、離脱するまでに110試合出場で打率.368・39本塁打・116打点の好成績を収めており、ナショナルリーグのMVPを満票で獲得した（MLB史上4人目の快挙）。サンディエゴ・パドレスのトニー・グウィンは打率.394を残し、1941年のテッド・ウィリアムズ以来となる4割打者を狙える位置にいた。また、ジャイアンツのマット・ウィリアムズはストで残り47試合の中止が決定した時点で43本塁打を記録しており、ロジャー・マリスの持つシーズン61本塁打にほぼ一致するペースで本塁打を量産していた。
シンシナティ・レッズのケビン・ミッチェル（95試合出場で打率.326・本塁打30・OPS1.110）、ミネソタ・ツインズのシェーン・マック（81試合出場で打率.333・本塁打15・OPS.957）、ホワイトソックスのフリオ・フランコ（112試合出場で打率.319・本塁打20・OPS.916）とダリン・ジャクソン（104試合出場で打率.312・本塁打10・OPS.817）は1994年に3割を超える打率を残したが、翌1995年シーズンにこの4人は日本プロ野球でプレーすることを決めた。
NBAのスター、マイケル・ジョーダンは1994年3月にホワイトソックスとマイナー契約を結び、傘下AA級バーミングハムでプレーして世間を驚かせた。1994年は127試合出場で、打率.202・3本塁打ながら30盗塁を記録した。ホワイトソックスは状況を打開するため、傘下マイナーリーグ所属選手に対し、代替選手としてスプリングトレーニングに出場するよう求め、従わない場合は施設の利用を拒否した。球団上層部はジョーダンにはこの処置を適用しないと約束していたが、約束は反故にされた。選手会側と経営者側の板挟みに悩み、1995年3月2日に監督にも何も告げずにホワイトソックスのキャンプ地を去り、3月18日にNBAのシカゴ・ブルズへの復帰が発表された。

## 主な代替選手
経営者側の命令で傘下MiLB選手が代替選手として半強制的に昇格させられ、1995年のスプリングトレーニングやオープン戦に参加した。シーズン開始直前にストが中止になったためにシーズン公式戦に出場することはなかったが、スト破りを行った裏切り者とされ、選手会への加入は認められなかった。
- ベニー・アグバヤニ
- マイク・ブッシュ
- ジョー・クロフォード
- ブライアン・ドーバック
- ブレンダン・ドネリー
- エンジェル・エチェバリア
- マット・ハージェス
- ジェイソン・ハートキー
- クリス・レイサム
- コリー・ライドル
- ケリー・ライテンバーグ

- ロン・メイヘイ
- フランク・メネキーノ
- ルー・メローニ
- ダミアン・ミラー
- ケビン・ミラー
- アレックス・ラミレス
- リック・リード
- シェーン・スペンサー
- ジョー・ストロング
- ジェイミー・ウォーカー

## スト終結後
1995年シーズンは当初の4月3日開幕予定から1ヶ月近く遅い4月25日に、期限切れの旧労働協約下で開幕した。試合数も従来より18試合少ない144試合制となった。シーズンの打ち切りとワールドシリーズの中止は自分達への裏切り行為として多くのファンを失望させ、開幕後に各地の球場でファンが抗議と不満の意思を示すブーイング行為が頻発した。特に選手会会長を務めるアトランタ・ブレーブスのトム・グラビンに対する風当たりは強く、登板するたびにブレーブスファンからもブーイングを浴び、郵便受けには憎しみの手紙が殺到した。
カル・リプケンは9月6日に2131試合連続出場を果たし、1939年にルー・ゲーリッグが樹立した連続試合出場記録を56年ぶりに塗り替えた。シーズン後半はリプケンの記録見たさに客足も少しずつ戻ってきたが、全体的に見ると観客数は低調であり、1995年は平均観客数が25,260人となり、前年の31,612人から20%も減少した。1997年のインターリーグの導入と、1998年のマーク・マグワイアとサミー・ソーサによる本塁打記録更新争いもあり、平均観客数は回復の兆しが見えてきたものの、ポストシーズンゲームのテレビ視聴率は年々低下の一途をたどっていく。
新労働協約の交渉を行っていた選手会側と経営者側は1996年10月24日に、サラリーキャップ制度の代替として球団の年俸総額に贅沢税を、選手には年俸税を課し、球団間で収益を分配することを求める譲渡案で暫定的な合意に達した。オーナー達は11月6日に投票を行って12対18で自分達の代表者が到達した合意を無効にし、セリグコミッショナー代行に選手会から更に改善を得るように指示した。ところが、暫定合意反対派の旗頭で、年俸の支払いをオーナーが制限することに常に賛成してきたと言われていたシカゴ・ホワイトソックスのジェリー・ラインズドルフオーナーが拒否投票直後にクリーブランド・インディアンスの強打者であるアルバート・ベルとスポーツ界最高年俸となる5年5500万ドルの契約を締結すると状況は変わった。この1週間後の11月26日に行われた再投票で26対4で何の変更も加えずに新労働協約が承認されると（ただし、ラインズドルフは反対票を投じた）、全米労働関係委員会(NLRB)のウィリアム・グールド委員長は新聞発表を行い、ストにおけるNLRBの働きを「NLRBが差し止めの救済を請求する権威を使って成功した最初の例である」と褒めちぎった。交渉で決定された協約では、1年間の試験的なインターリーグの導入が定められていたが、オーナー達は契約を承認する時になってから、次のシーズンにも延長するように主張した。12月5日に選手会側はこれを受け入れた。1997年3月14日に新労働協約が締結され、長く続いた絶望的な労使間紛争がついに終結した。セリグは「これは野球の真の再生と黄金時代の始まりとなる」と述べた。